# Хамфрес, Каролина
Каролина Хамфрес (Caroline Humfress; род. 1971) — британский историк, автор многих публикаций по истории Поздней античности, специалист по римскому праву в этой эпохе. Доктор философии Кембриджа. Профессор медиевистики Сент-Эндрюсского университета, прежде профессор истории Лондонского университета. Член Королевского исторического общества. Лауреат Philip Leverhulme Prize (2009).
Окончила Кембридж со степенями бакалавра, магистра, а также доктора философии по истории.
Указывается ученицей Питера Гарнсея. В 2000-4 гг. ассистент-профессор Калифорнийского университета в Беркли. С 2004 года в Биркбеке (Лондонский университет).
Среди её исследовательских интересов также ранняя христианская история и церковное право. Член редколлегий Journal of Roman Studies (JRS) и Journal of Late Antiquity.
Автор книги Orthodoxy and the Courts in Late Antiquity (New York: Oxford University Press. 2007. Pp. 344. ISBN 978-0-198-20841-9) {Рец.}.